# Wereldkampioenschap superbike van Assen 1999
Het wereldkampioenschap superbike van Assen 1999 was de elfde ronde van het wereldkampioenschap superbike en de tiende ronde van het wereldkampioenschap Supersport 1999. De races werden verreden op 5 september 1999 op het TT-Circuit Assen nabij Assen, Nederland.

## Superbike

### Race 1
| Pos | Nr  | Rijder                | Constructeur | Rondes | Tijd        | Grid | Punten |
| --- | --- | --------------------- | ------------ | ------ | ----------- | ---- | ------ |
| 1   | 1   | Carl Fogarty          | Ducati       | 16     | 33:19.369   | 2    | 25     |
| 2   | 11  | Troy Corser           | Ducati       | 16     | +4.443      | 1    | 20     |
| 3   | 111 | Aaron Slight          | Honda        | 16     | +5.827      | 4    | 16     |
| 4   | 7   | Pierfrancesco Chili   | Suzuki       | 16     | +7.466      | 5    | 13     |
| 5   | 5   | Colin Edwards         | Honda        | 16     | +12.636     | 3    | 11     |
| 6   | 4   | Akira Yanagawa        | Kawasaki     | 16     | +13.383     | 7    | 10     |
| 7   | 41  | Noriyuki Haga         | Yamaha       | 16     | +28.491     | 12   | 9      |
| 8   | 16  | Andreas Meklau        | Ducati       | 16     | +28.801     | 9    | 8      |
| 9   | 6   | Gregorio Lavilla      | Kawasaki     | 16     | +29.084     | 8    | 7      |
| 10  | 43  | Chris Walker          | Kawasaki     | 16     | +29.418     | 6    | 6      |
| 11  | 15  | Igor Jerman           | Kawasaki     | 16     | +51.656     | 10   | 5      |
| 12  | 21  | Katsuaki Fujiwara     | Suzuki       | 16     | +1:03.766   | 14   | 4      |
| 13  | 22  | Vittoriano Guareschi  | Yamaha       | 16     | +1:05.251   | 13   | 3      |
| 14  | 33  | Robert Ulm            | Kawasaki     | 16     | +1:05.729   | 19   | 2      |
| 15  | 39  | Alessandro Gramigni   | Yamaha       | 16     | +1:08.032   | 21   | 1      |
| 16  | 31  | Michele Malatesta     | Ducati       | 16     | +1:13.315   | 17   |        |
| 17  | 9   | Peter Goddard         | Aprilia      | 16     | +1:14.905   | 11   |        |
| 18  | 19  | Lucio Pedercini       | Ducati       | 16     | +1:24.919   | 18   |        |
| 19  | 63  | Jochen Schmid         | Kawasaki     | 16     | +1:26.505   | 20   |        |
| 20  | 52  | Michael Schulten      | Suzuki       | 16     | +1:27.221   | 23   |        |
| 21  | 29  | Roger Kellenberger    | Honda        | 16     | +2:08.155   | 24   |        |
| 22  | 61  | Wolfgang Bax          | Ducati       | 15     | +1 ronde    | 29   |        |
| 23  | 56  | Jan Greven            | Kawasaki     | 15     | +1 ronde    | 28   |        |
| 24  | 24  | Vladimír Karban       | Suzuki       | 15     | +1 ronde    | 30   |        |
| 25  | 18  | Carlos Macias Perdomo | Ducati       | 15     | +1 ronde    | 34   |        |
| DNF | 49  | Hans-Jürgen Brikey    | Kawasaki     | 15     | Ongeluk     | 26   |        |
| DNF | 38  | Lance Isaacs          | Ducati       | 14     | Uitgevallen | 27   |        |
| DNF | 27  | Frédéric Protat       | Ducati       | 11     | Uitgevallen | 15   |        |
| DNF | 58  | Heinz Platacis        | Kawasaki     | 10     | Uitgevallen | 31   |        |
| DNF | 55  | Mauro Lucchiari       | Yamaha       | 9      | Uitgevallen | 16   |        |
| DNF | 23  | Jiří Mrkývka          | Ducati       | 8      | Uitgevallen | 32   |        |
| DNF | 66  | Jonnie Ekerold        | Kawasaki     | 6      | Uitgevallen | 22   |        |
| DNF | 71  | Thierry Mulot         | Ducati       | 4      | Uitgevallen | 25   |        |
| DNF | 40  | Giuliano Sartoni      | Ducati       | 1      | Uitgevallen | 33   |        |
| DNF | 57  | Ruud van Straalen     | Yamaha       | 0      | Uitgevallen | 35   |        |

### Race 2
| Pos | Nr  | Rijder                | Constructeur | Rondes | Tijd         | Grid | Punten |
| --- | --- | --------------------- | ------------ | ------ | ------------ | ---- | ------ |
| 1   | 1   | Carl Fogarty          | Ducati       | 16     | 33:22.315    | 2    | 25     |
| 2   | 11  | Troy Corser           | Ducati       | 16     | +6.319       | 1    | 20     |
| 3   | 111 | Aaron Slight          | Honda        | 16     | +14.592      | 4    | 16     |
| 4   | 4   | Akira Yanagawa        | Kawasaki     | 16     | +14.645      | 7    | 13     |
| 5   | 5   | Colin Edwards         | Honda        | 16     | +14.771      | 3    | 11     |
| 6   | 7   | Pierfrancesco Chili   | Suzuki       | 16     | +15.359      | 5    | 10     |
| 7   | 6   | Gregorio Lavilla      | Kawasaki     | 16     | +18.858      | 8    | 9      |
| 8   | 41  | Noriyuki Haga         | Yamaha       | 16     | +25.253      | 12   | 8      |
| 9   | 16  | Andreas Meklau        | Ducati       | 16     | +31.799      | 9    | 7      |
| 10  | 43  | Chris Walker          | Kawasaki     | 16     | +34.593      | 6    | 6      |
| 11  | 15  | Igor Jerman           | Kawasaki     | 16     | +38.235      | 10   | 5      |
| 12  | 21  | Katsuaki Fujiwara     | Suzuki       | 16     | +55.922      | 14   | 4      |
| 13  | 31  | Michele Malatesta     | Ducati       | 16     | +1:02.900    | 17   | 3      |
| 14  | 39  | Alessandro Gramigni   | Yamaha       | 16     | +1:08.543    | 21   | 2      |
| 15  | 19  | Lucio Pedercini       | Ducati       | 16     | +1:08.727    | 18   | 1      |
| 16  | 63  | Jochen Schmid         | Kawasaki     | 16     | +1:23.698    | 20   |        |
| 17  | 52  | Michael Schulten      | Suzuki       | 16     | +1:33.232    | 23   |        |
| 18  | 38  | Lance Isaacs          | Ducati       | 16     | +1:46.870    | 27   |        |
| 19  | 49  | Hans-Jürgen Brikey    | Kawasaki     | 15     | +1 ronde     | 26   |        |
| 20  | 71  | Thierry Mulot         | Ducati       | 15     | +1 ronde     | 25   |        |
| 21  | 56  | Jan Greven            | Kawasaki     | 15     | +1 ronde     | 28   |        |
| 22  | 24  | Vladimír Karban       | Suzuki       | 15     | +1 ronde     | 30   |        |
| 23  | 58  | Heinz Platacis        | Kawasaki     | 15     | +1 ronde     | 31   |        |
| DNF | 33  | Robert Ulm            | Kawasaki     | 14     | Uitgevallen  | 19   |        |
| DNF | 55  | Mauro Lucchiari       | Yamaha       | 9      | Uitgevallen  | 16   |        |
| DNF | 57  | Ruud van Straalen     | Yamaha       | 9      | Uitgevallen  | 35   |        |
| DNF | 22  | Vittoriano Guareschi  | Yamaha       | 8      | Ongeluk      | 13   |        |
| DNF | 23  | Jiří Mrkývka          | Ducati       | 6      | Uitgevallen  | 32   |        |
| DNF | 9   | Peter Goddard         | Aprilia      | 5      | Ongeluk      | 11   |        |
| DNF | 40  | Giuliano Sartoni      | Ducati       | 4      | Uitgevallen  | 33   |        |
| DNF | 29  | Roger Kellenberger    | Honda        | 4      | Uitgevallen  | 24   |        |
| DNF | 61  | Wolfgang Bax          | Ducati       | 3      | Ongeluk      | 29   |        |
| DNF | 18  | Carlos Macias Perdomo | Ducati       | 2      | Uitgevallen  | 34   |        |
| DNS | 27  | Frédéric Protat       | Ducati       | 0      | Niet gestart | 15   |        |
| DNS | 66  | Jonnie Ekerold        | Kawasaki     | 0      | Niet gestart | 22   |        |

## Supersport
| Pos | Nr | Rijder                | Constructeur | Rondes | Tijd                | Grid | Punten |
| --- | -- | --------------------- | ------------ | ------ | ------------------- | ---- | ------ |
| 1   | 12 | Iain MacPherson       | Kawasaki     | 12     | 26:26.707           | 1    | 25     |
| 2   | 6  | Cristiano Migliorati  | Suzuki       | 12     | +3.032              | 7    | 20     |
| 3   | 23 | Rubén Xaus            | Yamaha       | 12     | +3.310              | 3    | 16     |
| 4   | 76 | Karl Muggeridge       | Honda        | 12     | +3.587              | 11   | 13     |
| 5   | 3  | Stéphane Chambon      | Suzuki       | 12     | +5.542              | 2    | 11     |
| 6   | 17 | Pere Riba             | Honda        | 12     | +6.416              | 16   | 10     |
| 7   | 52 | James Toseland        | Honda        | 12     | +6.813              | 10   | 9      |
| 8   | 21 | Jörg Teuchert         | Yamaha       | 12     | +7.182              | 12   | 8      |
| 9   | 25 | William Costes        | Honda        | 12     | +7.377              | 4    | 7      |
| 10  | 8  | Wilco Zeelenberg      | Yamaha       | 12     | +7.571              | 13   | 6      |
| 11  | 74 | Karl Harris           | Suzuki       | 12     | +8.936              | 14   | 5      |
| 12  | 91 | Larry Pegram          | Ducati       | 12     | +16.782             | 25   | 4      |
| 13  | 35 | Christophe Cogan      | Yamaha       | 12     | +17.095             | 19   | 3      |
| 14  | 16 | Sébastien Charpentier | Honda        | 12     | +17.420             | 9    | 2      |
| 15  | 42 | David Checa           | Ducati       | 12     | +25.798             | 21   | 1      |
| 16  | 19 | Walter Tortoroglio    | Suzuki       | 12     | +26.193             | 26   |        |
| 17  | 15 | Marco Risitano        | Kawasaki     | 12     | +26.838             | 35   |        |
| 18  | 56 | Fabien Foret          | Yamaha       | 12     | +28.280             | 22   |        |
| 19  | 31 | Vittorio Iannuzzo     | Yamaha       | 12     | +28.604             | 37   |        |
| 20  | 59 | Mile Pajic            | Kawasaki     | 12     | +28.874             | 31   |        |
| 21  | 64 | Torleif Hartelman     | Honda        | 12     | +29.507             | 32   |        |
| 22  | 62 | Harry van Beek        | Yamaha       | 12     | +36.045             | 28   |        |
| 23  | 24 | Francesco Monaco      | Ducati       | 12     | +44.455             | 30   |        |
| 24  | 46 | Mauro Sanchini        | Suzuki       | 12     | +51.301             | 29   |        |
| 25  | 94 | Jarno Boesveld        | Kawasaki     | 12     | +51.703             | 33   |        |
| DNF | 69 | Serafino Foti         | Ducati       | 7      | Uitgevallen         | 20   |        |
| DNF | 5  | Massimo Meregalli     | Yamaha       | 5      | Ongeluk             | 8    |        |
| DNF | 22 | Christian Kellner     | Yamaha       | 5      | Ongeluk             | 5    |        |
| DNF | 75 | Wim Theunissen        | Yamaha       | 5      | Ongeluk             | 23   |        |
| DNF | 26 | Roberto Teneggi       | Ducati       | 4      | Uitgevallen         | 18   |        |
| DNF | 27 | Roberto Panichi       | Bimota       | 3      | Uitgevallen         | 17   |        |
| DNF | 18 | Camillo Mariottini    | Ducati       | 2      | Ongeluk             | 24   |        |
| DNF | 7  | Piergiorgio Bontempi  | Yamaha       | 0      | Ongeluk             | 6    |        |
| DNF | 20 | Werner Daemen         | Yamaha       | 0      | Ongeluk             | 15   |        |
| DNF | 37 | Marco Borciani        | Honda        | 0      | Uitgevallen         | 27   |        |
| DNF | 43 | Norino Brignola       | Bimota       | 0      | Ongeluk             | 36   |        |
| DNS | 50 | Andrea Giachino       | Suzuki       | 0      | Niet gestart        | 34   |        |
| DNQ | 79 | Ferdinando Di Maso    | Kawasaki     | 0      | Niet gekwalificeerd |      |        |
| DNQ | 92 | Leon Tijssen          | Suzuki       | 0      | Niet gekwalificeerd |      |        |
| DNQ | 83 | Gérald Muteau         | Ducati       | 0      | Niet gekwalificeerd |      |        |
| DNQ | 57 | Fabio Carpani         | Ducati       | 0      | Niet gekwalificeerd |      |        |
| DNQ | 48 | Felisberto Teixeira   | Honda        | 0      | Niet gekwalificeerd |      |        |
| DNQ | 93 | Martin Craggill       | Suzuki       | 0      | Niet gekwalificeerd |      |        |
| DNQ | 65 | Kyro Verstraeten      | Suzuki       | 0      | Niet gekwalificeerd |      |        |
| DNQ | 77 | Greg Dreyer           | Ducati       | 0      | Niet gekwalificeerd |      |        |

## Tussenstanden na wedstrijd

### Superbike
| Pos | Nr  | Rijder         | Team     | Punten |
| --- | --- | -------------- | -------- | ------ |
| 1   | 1   | Carl Fogarty   | Ducati   | 413    |
| 2   | 11  | Troy Corser    | Ducati   | 342    |
| 3   | 5   | Colin Edwards  | Honda    | 323    |
| 4   | 111 | Aaron Slight   | Honda    | 284    |
| 5   | 4   | Akira Yanagawa | Kawasaki | 238    |

### Supersport
| Pos | Nr | Rijder               | Team     | Punten |
| --- | -- | -------------------- | -------- | ------ |
| 1   | 3  | Stéphane Chambon     | Suzuki   | 137    |
| 2   | 7  | Piergiorgio Bontempi | Yamaha   | 116    |
| 3   | 12 | Iain MacPherson      | Kawasaki | 105    |
| 4   | 21 | Jörg Teuchert        | Yamaha   | 97     |
| 5   | 22 | Christian Kellner    | Yamaha   | 88     |

1992 · 1993 · 1994 · 1995 · 1996 · 1997 · 1998 · 1999 · 2000 · 2001 · 2002 · 2003 · 2004 · 2005 · 2006 · 2007 · 2008 · 2009 · 2010 · 2011 · 2012 · 2013 · 2014 · 2015 · 2016 · 2017 · 2018 · 2019 · 2021 · 2022 · 2023 · 2024 · 2025